# Listă de episoade din Terra Nova
Aceasta este o listă de episoade din serialul Terra Nova difuzat de Fox:

## Sezonul I
Sunt programate 13 episoade.
| Nr. | Titlu                    | Regia            | Scenariu | Premiera           | Cod producție | Audiență SUA (milioane) |
| --- | ------------------------ | ---------------- | --- | ------------------ | ------------- | ----------------------- |
| 1a  | „Genesis (Partea 1)”     | Alex Graves      | Poveste de: Kelly Marcel & Craig Silverstein Scenariul: Craig Silverstein & Kelly Marcel și Brannon Braga & David Fury | 26 septembrie 2011 | 1ASW01        | 9.22                    |
| 1b  | „Genesis (Partea a 2-a)” | Alex Graves      | Brannon Braga & David Fury                                                                                             | 26 septembrie 2011 | 1ASW02        | 9.22                    |
| 2   | „Instinct”               | Jon Cassar       | René Echevarria & Brannon Braga                                                                                        | 3 octombrie 2011   | 1ASW03        | 8.73                    |
| 3   | „What Remains”           | Nelson McCormick | Brynn Malone | 10 octombrie 2011  | 1ASW05        | 7.00                    |
| 4   | „The Runaway”            | Jon Cassar       | Barbara Marshall | 17 octombrie 2011  | 1ASW06        | 8.31                    |
| 5   | „Bylaw”                  | Nelson McCormick | Paul Grellong | 31 octombrie 2011  | 1ASW04        | 6.59                    |
| 6   | „Nightfall”              | Jon Cassar       | Terry Matalas & Travis Fickett                                                                                         | 7 noiembrie 2011   | 1ASW07        | 7.75                    |
| 7   | „Proof”                  | Bryan Spicer     | David Graziano & Brynn Malone                                                                                          | 14 noiembrie 2011  | 1ASW08        | 7.01                    |
| 8   | „Vs.”                    | Bryan Spicer     | Jose Molina | 21 noiembrie 2011  | 1ASW09        | 6.50                    |
| 9   | „Now You See Me”         |                  | | 28 noiembrie 2011  |               | N/A                     |
| 10  | „Within”                 |                  | | 12 decembrie 2011  |               | N/A                     |